# Повзик звичайний
Повзик звичайний (Sitta europaea L.) — птах ряду горобцеподібних. Найчисельніший та найрозповсюдженіший вид повзиків.

## Морфологічні ознаки
Розміром приблизно з горобця. Довжина тіла звичайного повзика сягає 14 см, маса тіла 19-24 г. Дорослий самець зверху сірий; через око проходить чорна смуга; щоки і горло білі; воло, груди і черево білі, з вохристим відтінком; боки тулуба і підхвістя каштанові; махові пера сірувато-бурі; стернові пера чорні, окрім сірих центральних, крайні пари біля верхівки білі; дзьоб темно-сірий; ноги жовтувато-бурі. Птах має типову для роду велику голову, короткий хвіст та міцний дзьоб і ноги. У дорослої самки низ рівномірно вохристий, каштановий колір відсутній. Молодий птах подібний до дорослої самки, але смуга, яка проходить через око, темно-сіра; майже весь низ жовтувато-вохристий.
В азійського та північноєвропейського підвидів (S. e. asiatica та S. e. europaea відповідно) нижня частина тіла біла окрім каштанового забарвлення на ділянці анального отвору. Західноєвропейський підвид S. e. caesia має зазвичай червонувате забарвлення нижньої частини. Молоді птахи мають блідіше забарвлення, ніж дорослі.

## Поширення та місця існування
Живе в помірних широтах Європи та Азії, в Ірландії відсутній. В Україні осілий і кочовий птах, трапляється на Поліссі, у Лісостепу й у Карпатах.
Трапляється в листопадних лісах та паркових насадженнях, гнізда влаштовує в старих деревах. Уникає молодих посадок і хвойних гущавин. Нерідко гніздиться поблизу людини — у містах, селах, старих парках і садах.

## Поведінка
Як і інші види повзиків, здатен пересуватися по стовбуру дерева згори донизу, на противагу деяким іншим птахам, наприклад, дятлам, які можуть пересуватися лише вгору. Часто прилітає до годівниць, де поводиться дуже агресивно, відганяючи птахів інших видів.
Повзик – дуже галасливий птах. Спів – часто повторюване туі-туі-туі.

## Гніздування

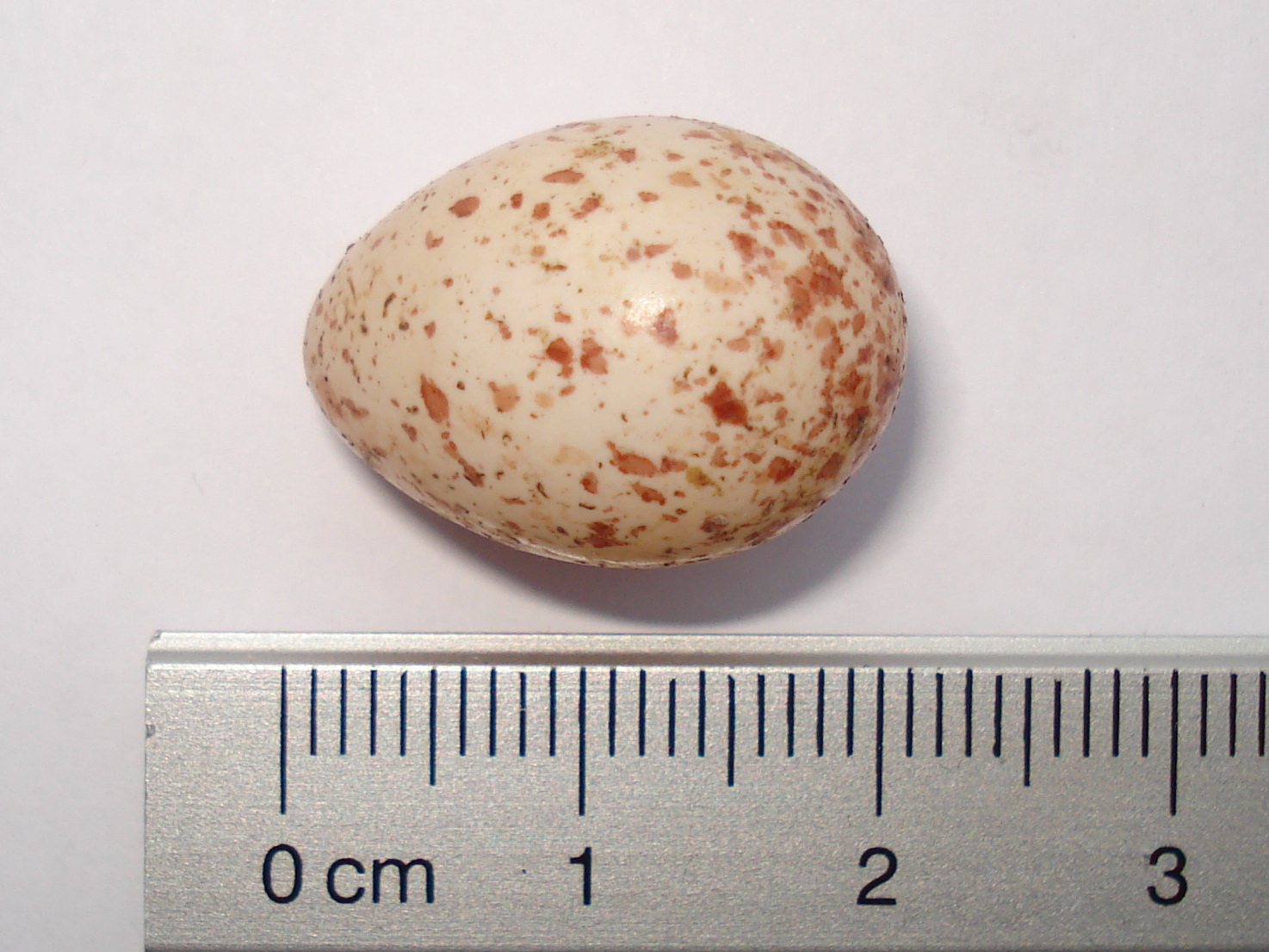
Яйце повзика

Гніздо будують у дуплах або розщелинах дерев. Вимощують його корою або травою. Можуть звужувати отвір дупла, обмазуючи його глиною. Будівельним матеріалом для гнізда слугують лусочки верхнього тонкого шару кори (частіше соснової), рослинні волокна та сухі листочки. Відкладають 5—8 білих з червоними цятками яєць. Самка насиджує їх 15-18 діб, а після появи пташенят самець допомагає їх вигодовувати. Гніздо молоді птахи покидають через 4 тижні. Батьки піклуються про молодь і після їхнього вильоту. Упродовж сезону можуть мати дві кладки.

## Живлення
Повзик - всеїдний птах. Улітку споживає переважно комах. Восени переходить на рослинний корм (насіння та ягоди). Здатен розбивати дзьобом міцні горіхи, попередньо закріпивши їх у розщелині дерева. Має звичку ховати знайдену їжу, якщо її кількість перевищує його потребу.

## Охорона
Вид включено до Додатку 2 Бернської конвенції.

## Галерея

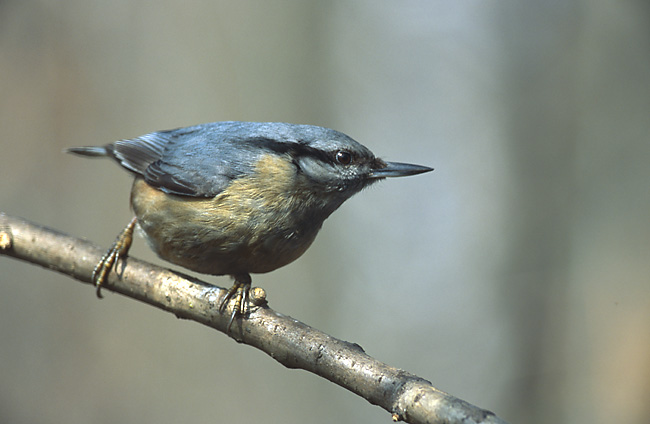
Самка або молода особина
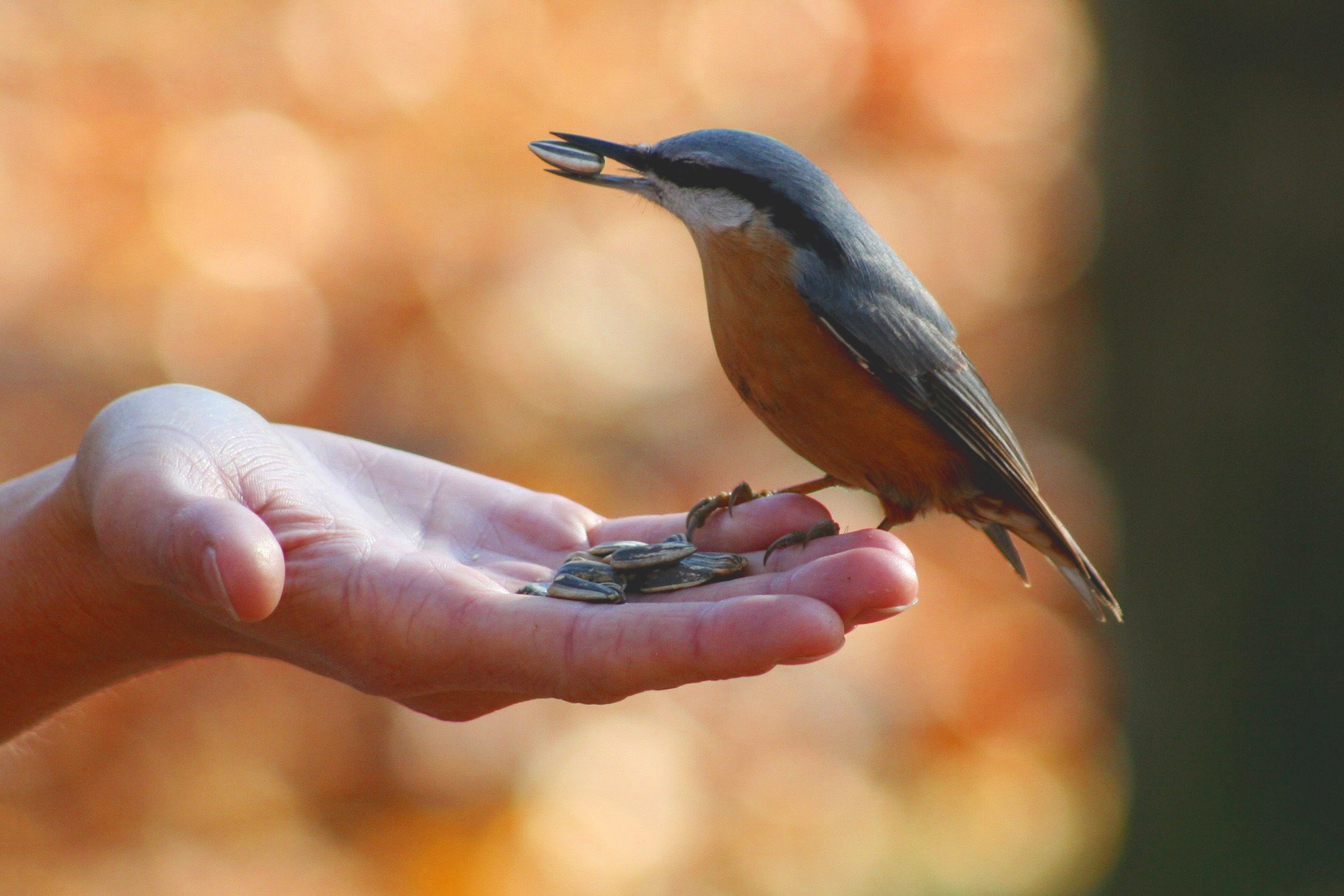
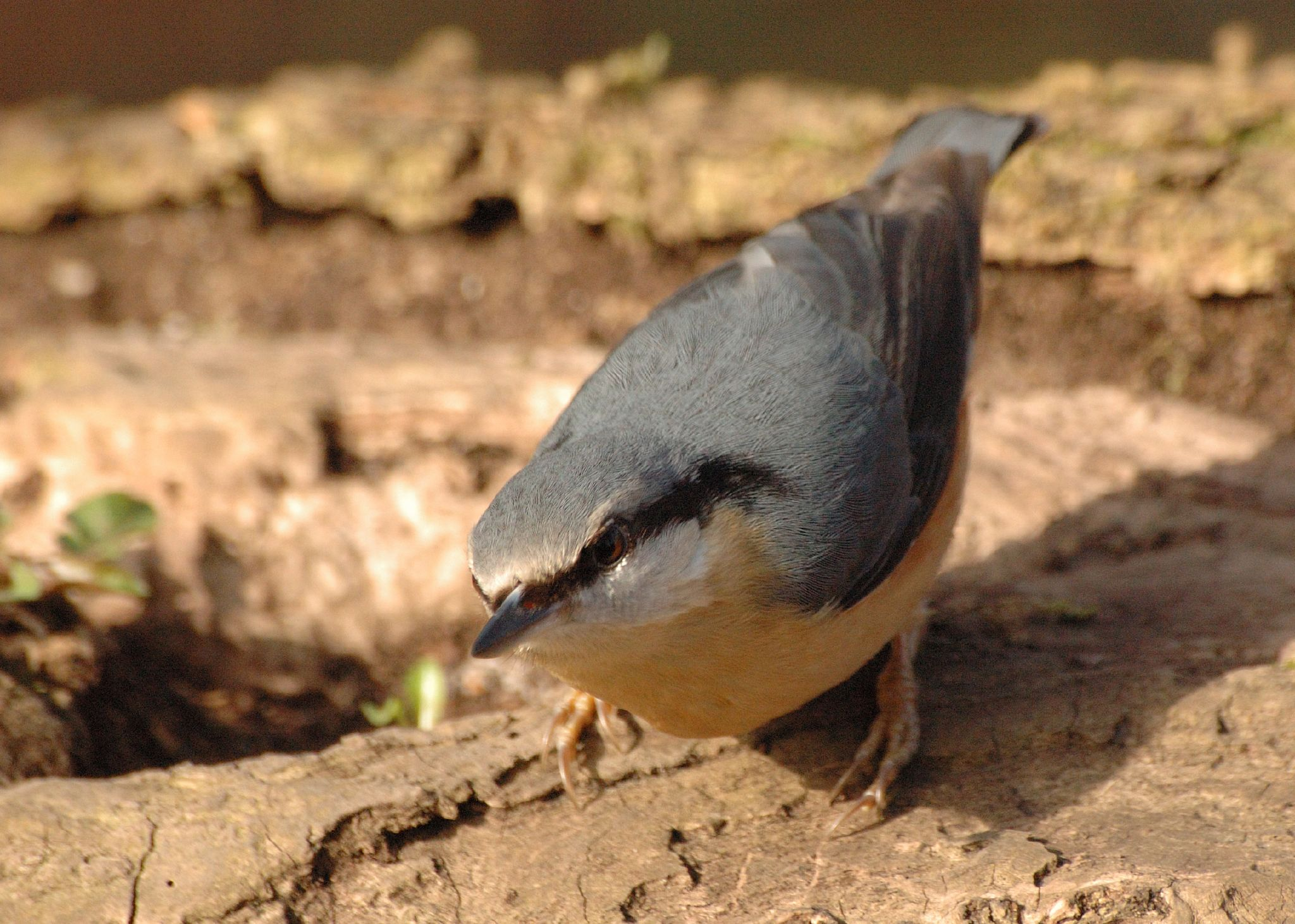
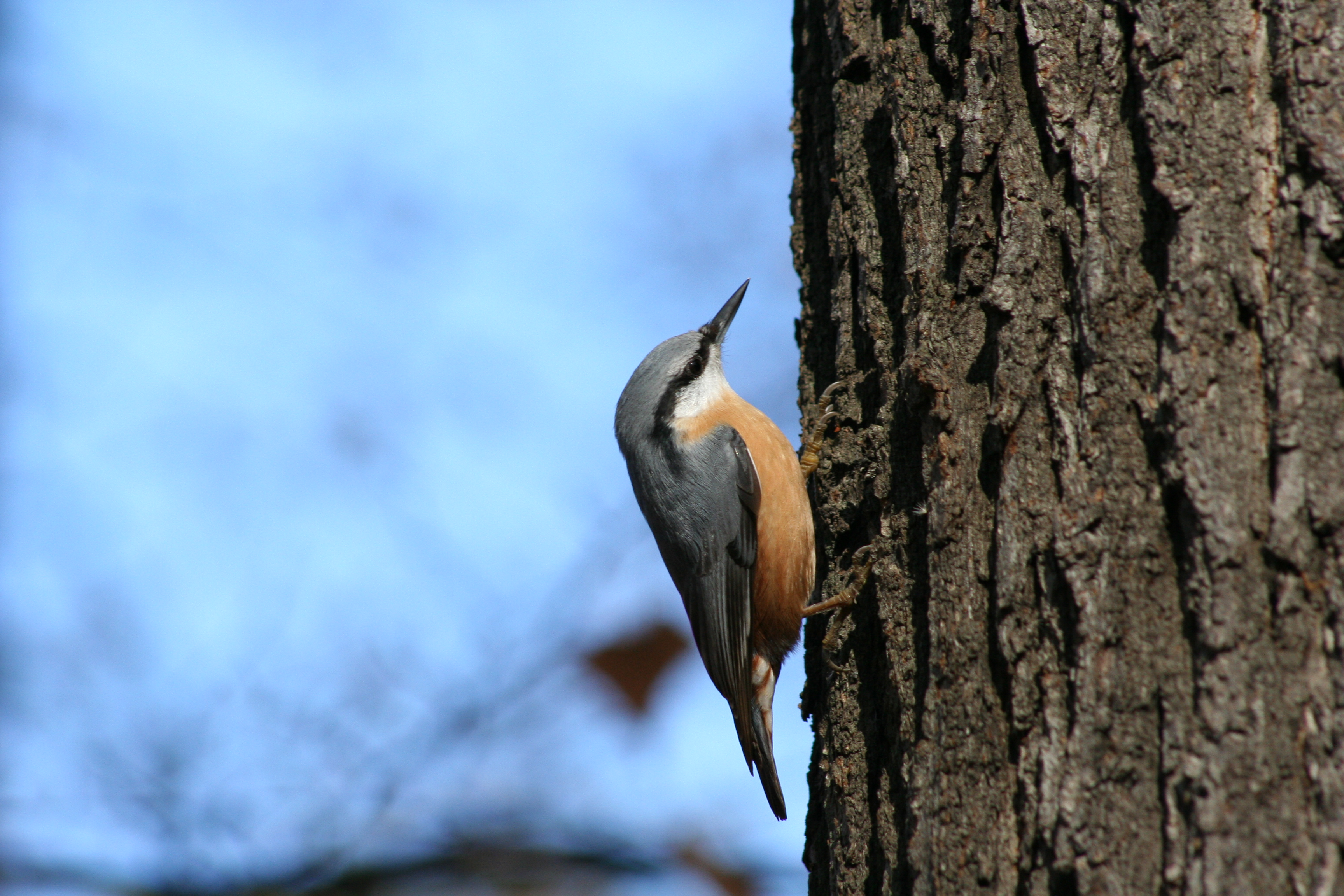
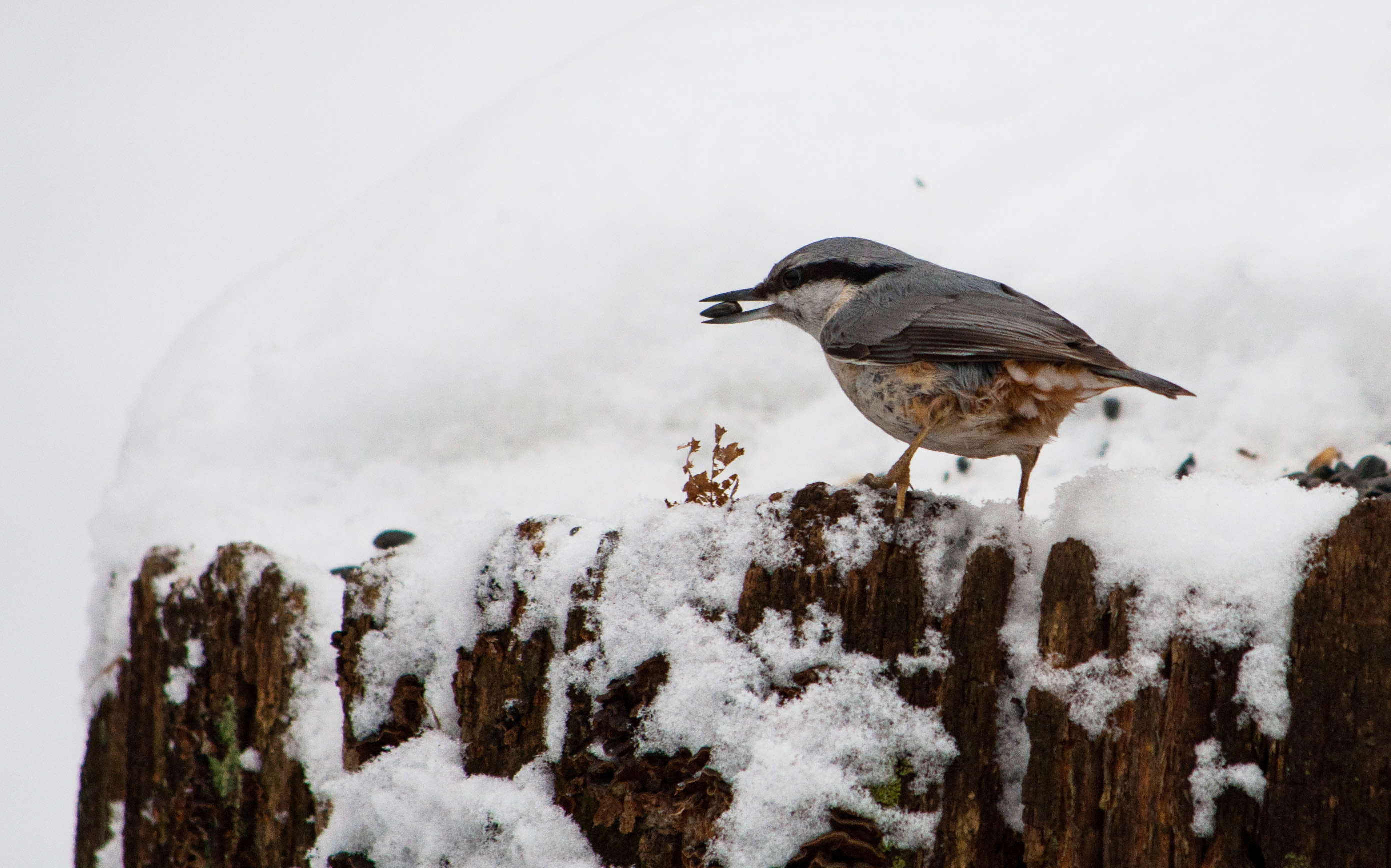
У НПП «Голосіївський»